# Tipula fenestrella
Tipula fenestrella är en tvåvingeart som beskrevs av Theowald 1980. Tipula fenestrella ingår i släktet Tipula och familjen storharkrankar. Inga underarter finns listade i Catalogue of Life.